# اوله فون بویست
اوله فون بویست (به آلمانی: Carl-Friedrich Arp Ole von Beust) سیاست‌مدار آلمانی است. وی از سال ۲۰۰۱ شهردار هامبورگ بوده. وی همجنس‌گراست.